# Vincent Ventresca
Vincent Paul Gerard Ventresca (* 29. April 1965 in Indianapolis, Indiana) ist ein US-amerikanischer Schauspieler.

## Leben
Ventresca wurde als jüngstes von elf Kindern in Indianapolis, Indiana geboren. Bekannt wurde er vor allem für seine Darbietung des Darien Fawkes in der Science-Fiction-Serie Invisible Man – Der Unsichtbare. Daneben spielte er noch in den Filmen Larva und Mammut mit.
1995 heiratet er seine Highschool-Liebe Dianna Shiner. Sie haben zusammen einen Sohn und eine Tochter.

## Filmografie (Auswahl)
- 1991: Der Prinz von Bel Air (The Fresh Prince of Bel-Air)
- 1993: Harrys Nest (Empty Nest)
- 1993: Alles Okay, Corky? (Life goes on)
- 1994: Familiendrama in Beverly Hills: Die wahre Geschichte der Menendez-Brüder
- 1994: Monty
- 1994: Alle meine Kinder (Almost Home)
- 1995: Friends
- 1995: Degree of Guilt
- 1995: Mord nach der Geburt (The Surrogate)
- 1995: Diagnose: Mord (Diagnosis Murder)
- 1995: Wenn Sekunden entscheiden (Medicine Ball)
- 1995: Crazy Love
- 1996: Boston College (Boston Common)
- 1997: Romy und Michele (Romy and Michele's High School Reunion)
- 1998: Maggie Winters
- 1998: Prey – Gefährliche Spezies
- 1998: Macarena (Looking for Lola)
- 1998: The Thin Pink Line
- 1999: Jack & Jill
- 1999: Can't Stop Dancing
- 2000: Invisible Man – Der Unsichtbare (The Invisible Man)
- 2000: Love & Sex
- 2000: This Space Between Us
- 2001: The Learning Curve
- 2001: Madison
- 2002: Twilight Zone
- 2002: Couples
- 2002: Robbing 'Hef
- 2002: Der 7. Kreis der Hölle (Purgatory Flats)
- 2003: Las Vegas
- 2003: Cold Case – Kein Opfer ist je vergessen
- 2003: Vegas Dick
- 2004: Complete Savages
- 2004: Dead & Breakfast
- 2004: CSI: Miami
- 2005: Larva
- 2006: Mammut (Mammoth)
- 2006: Julie Reno, Bounty Hunter
- 2007: Monk
- 2009: True Jackson
- 2020: Criminal Minds